# Grayware
Grayware är oönskade kommersiella program som installeras på användarnas datorer utan användarnas vetskap eller medgivande. Denna typ av program är i bästa fall bara irriterande, men kan även ställa till prestandaproblem eller användas i syfte att stjäla information från användarens system eller hur användaren använder sin dator.

## Exempel på olika slags grayware
- Annonsprogram
- Modemkapning
- Spionprogram